# Olga Petrowna Bondarenko
Olga Petrowna Bondarenko (russisch Ольга Петровна Бондаренко, geb. Кренцер, Krenzer; * 2. Juni 1960 in Slawgorod) ist eine ehemalige russische Langstreckenläuferin und Olympiasiegerin russlanddeutscher Abstammung, die für die Sowjetunion startete.
Bondarenko startete ihre Karriere zu einer Zeit, als bei den wichtigsten Meisterschaften die Langstrecke noch 3000 Meter betrug. Unter ihrem Geburtsnamen Olga Krenzer stellte sie bereits am 7. August 1981 mit einer Zeit von 32:30,8 min den ersten Weltrekord im 10.000-Meter-Lauf auf, zu einer Zeit, als die IAAF diese Disziplin noch nicht aufgenommen hatte. Am 24. Juni 1984 stellte sie dann den ersten offiziellen Weltrekord in dieser Disziplin auf mit einer Zeit von 31:13,78 min in Kiew unter ihrem jetzigen Namen.
Bei den Europameisterschaften 1986 in Stuttgart holte sie sich die Goldmedaille über 3000 und die Silbermedaille über 10.000 Meter.
Bei den Olympischen Spielen 1988 in Seoul gewann sie die Goldmedaille über 10.000 Meter vor Liz McColgan (GBR) und Jelena Schupijewa-Wjasowa (URS).